# Casa del Poeta Tragico

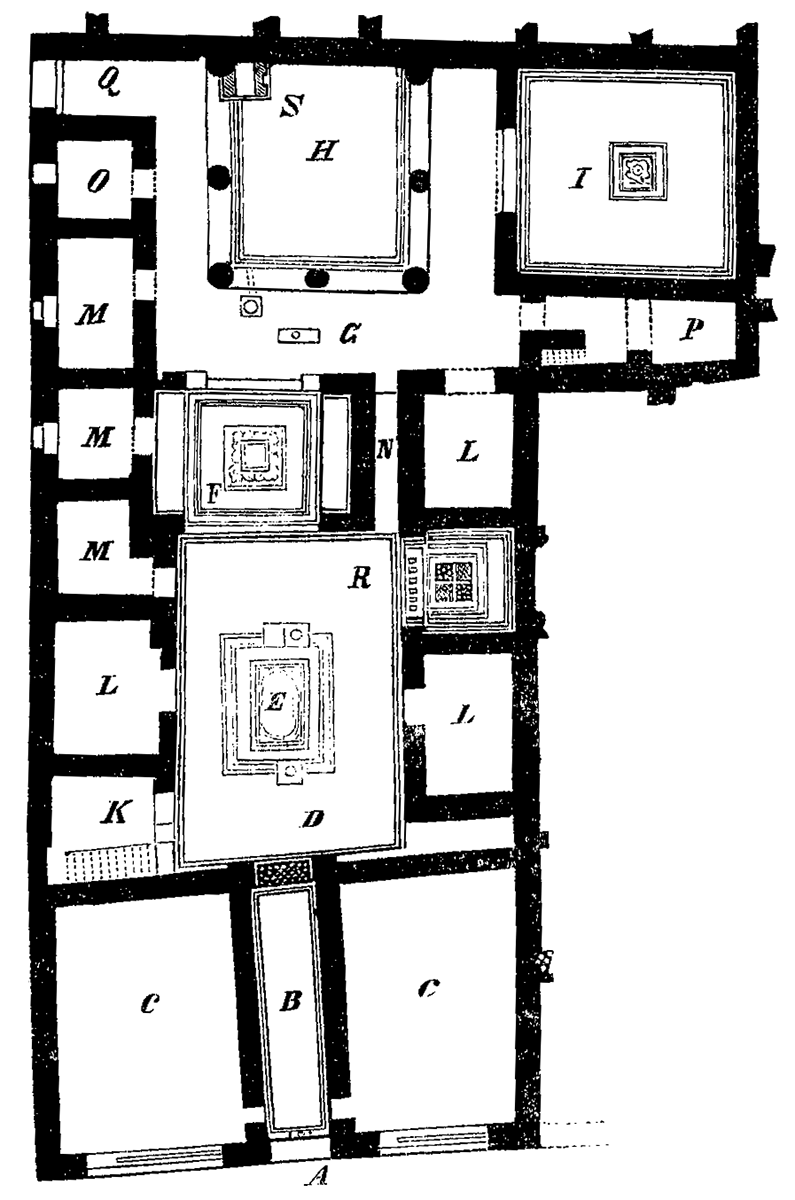
Grundriss des Hauses

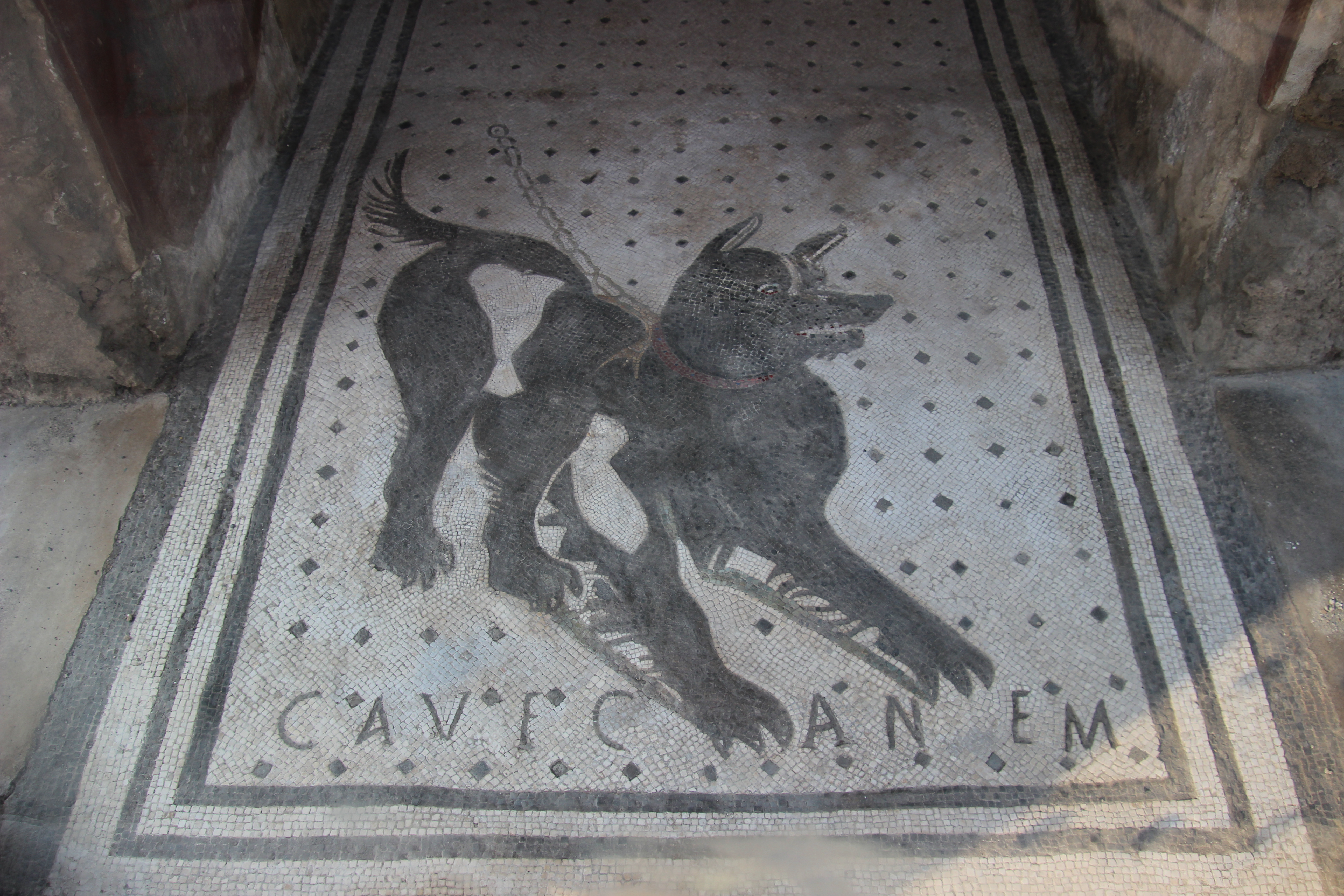
Mosaik am Eingang des Hauses

Die Casa del Poeta Tragico (Haus des tragischen Dichters) befindet sich in Pompeji (VI 8,3) und wurde von 1824 bis 1825 ausgegraben. Sie ist vor allem wegen ihrer reichen Mosaikausstattung und der zahlreichen mythologischen Wandbilder bekannt. Das Haus erhielt seinen modernen Namen vor allem wegen seiner mythologischen Bilder.

## Das Haus
Der Haupteingang des Hauses liegt im Süden. In den Fauces befindet sich ein Mosaik, das einen Hund zeigt mit der Inschrift Cave Canem (Achtung vor dem Hund). Links und rechts schließen sich Läden an. In einem von ihnen fand sich reicher Goldschmuck, der vielleicht von einem oberen Stockwerk heruntergefallen war. Auf die Fauces folgt das Atrium und dahinter das Tablinum. Dessen Boden ist mit einem Mosaik dekoriert, dessen zentrales Feld die Szene mit dem Chor bei der Theaterprobe zeigte. Dahinter befindet sich das Peristyl mit einem Lararium (Hausheiligtum) an der Rückseite. Rechts schließt ein Speisezimmer (Triclinium) mit relativ gut erhaltenen Wandmalereien an. Die Malereien im Haus gehören alle dem 4. Stil an. Das Haus wurde wahrscheinlich nach dem Erdbeben von 62. n. Chr. vollständig neu dekoriert.
Bei der Auffindung waren die Wandmalereien des Hauses noch gut erhalten und erregten damals viel Aufmerksamkeit. Schon 1828 erschien eine Publikation, in der viele Malereien in Farbtafeln publiziert sind. Die wichtigsten Szenen wurden aus den Wänden geschnitten und nach Neapel gebracht. Von vielen anderen Bildern existieren heute jedoch nur noch bei der Auffindung oder kurz danach angefertigte Zeichnungen, da damals die neu gefundenen Häuser nicht sofort überdacht und geschützt wurden, wie es erst später üblich wurde.
In dem 1834 erschienenen Roman Die letzten Tage von Pompeji von Edward Bulwer-Lytton ist das Haus Vorbild für das des Glaukos, der Hauptfigur des Werkes.

## Die Wandgemälde

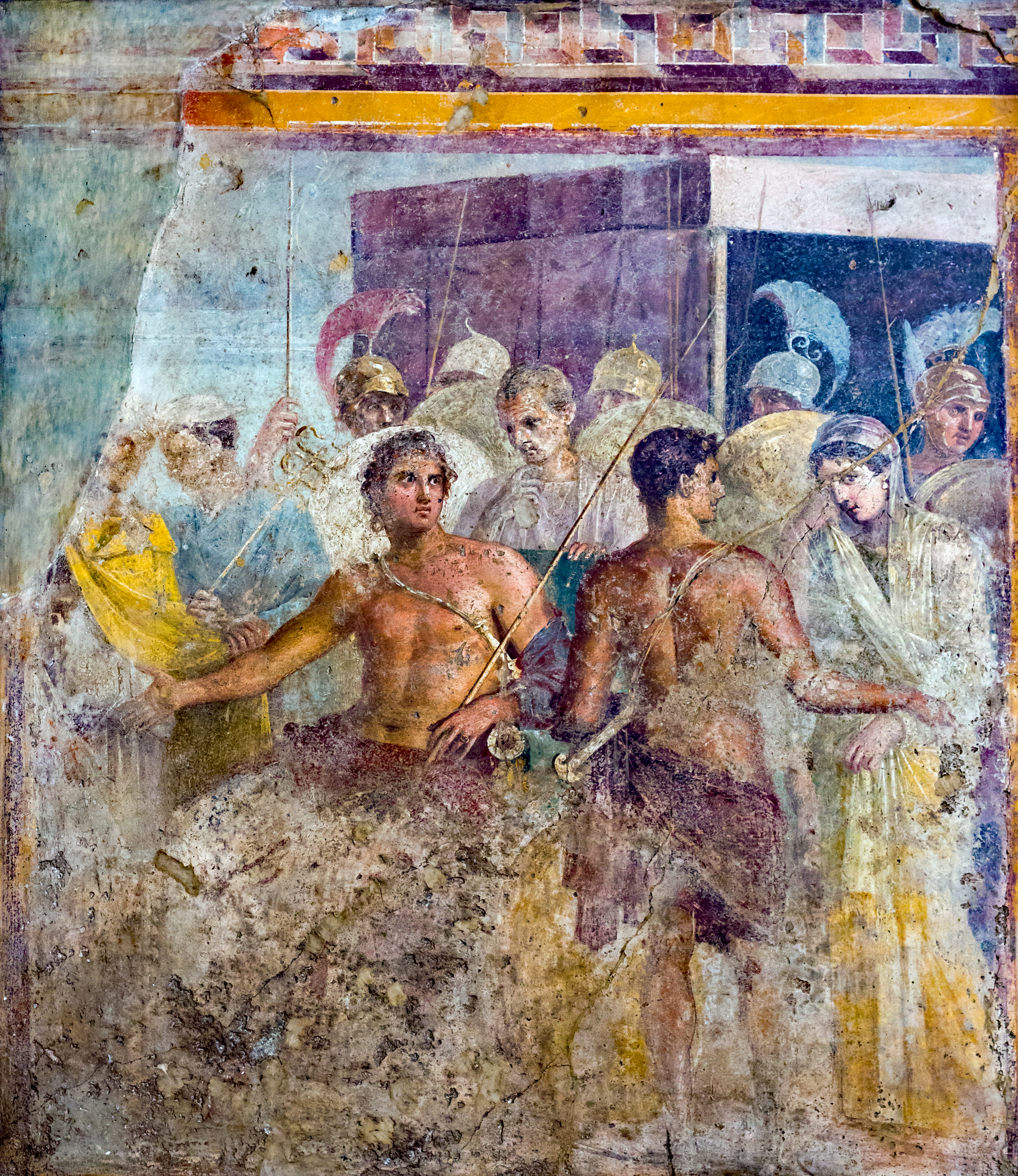
Achilleus und Briseis, Neapel, Inv. Nr. 9105

Im Atrium befand sich die Darstellung der Entlassung der Briseis durch Achilleus. Es handelt sich um die Illustration einer Szene aus dem ersten Gesang der Ilias. Das Original des Bildes mag aus der Zeit von Alexander dem Großen stammen und wurde bis in die Spätantike hinein immer wieder kopiert. Links im Hintergrund sieht man die Schiffe der Achäer. Rechts im Vordergrund erkennt man von hinten Patroklos, der die verhüllte Briseis führt. Links ist Achilleus zu sehen. Bologna Francesca vermutet den Brises-Maler aus Künstler, der noch andere Figuren im Haus malte und auch in anderen pompejanischen Häusern aktiv war.
Neben der Darstellung der Briseis und des Achilleus befand sich ein Bild, das heute nur noch zur Hälfte erhalten ist. Man sieht eine junge Frau beim Besteigen einer Schiffsleiter. Die Szene wird meist als Helena interpretiert, die dem Paris mit ihren Schätzen auf dessen Schiff folgt. Dagegen wurde eingeworfen, dass ihre Schmucklosigkeit und einfache Frisur gegen die Interpretation als spartanische Königin sprechen. Vielleicht handelt es sich deshalb um die Darstellung der Rückführung der Chryseis, eine Geschichte, die auch im ersten Gesang der Ilias erzählt wird.
Die gut erhaltene Darstellung des Opfers der Iphigenie in Aulis befand sich einst im Peristyl. Im Zentrum des Bildes wird Iphigenie zum Opfer herangezogen. Neben ihr sieht man den verhüllten Agamemnon und den Priester Kalchas, der nach oben blickt. Iphigenie erscheint ein zweites Mal am Himmel auf einem Hirsch. Das Bild vereinigt also verschiedene Abschnitte der Erzählung. Das Werk wird in der Forschung unterschiedlich beurteilt. Einerseits wird es als recht genaue Kopie eines griechischen Werkes angesehen, andere Wissenschaftler lehnen dies jedoch ab und sehen hier ein künstlerisch schwaches Bild eines römischen Malers, der ungeschickt diverse ältere Vorlagen kombinierte.
Das Opfer der Iphigenie  wird von Bologna dem Iphigenie-Maler zugeschrieben, der auch im Haus der Vettier tätig war. Typisch für diesen Maler sind überlange Arme und Beine. Augen sind klein und schauen nach der Seite. Kleidung ist oftmals als sehr schwer dargestellt.

## Galerie

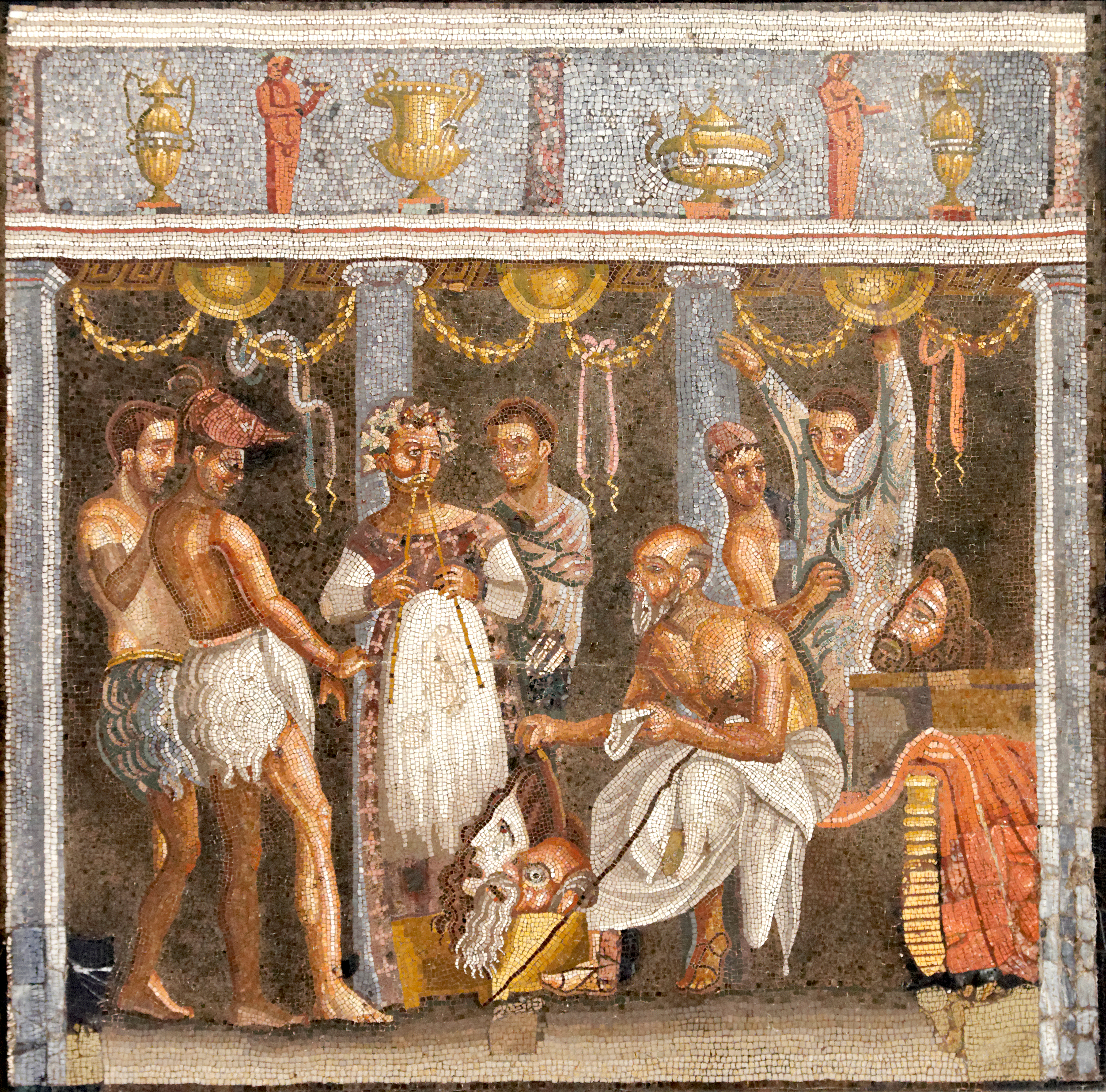
Chor bei der Theaterprobe
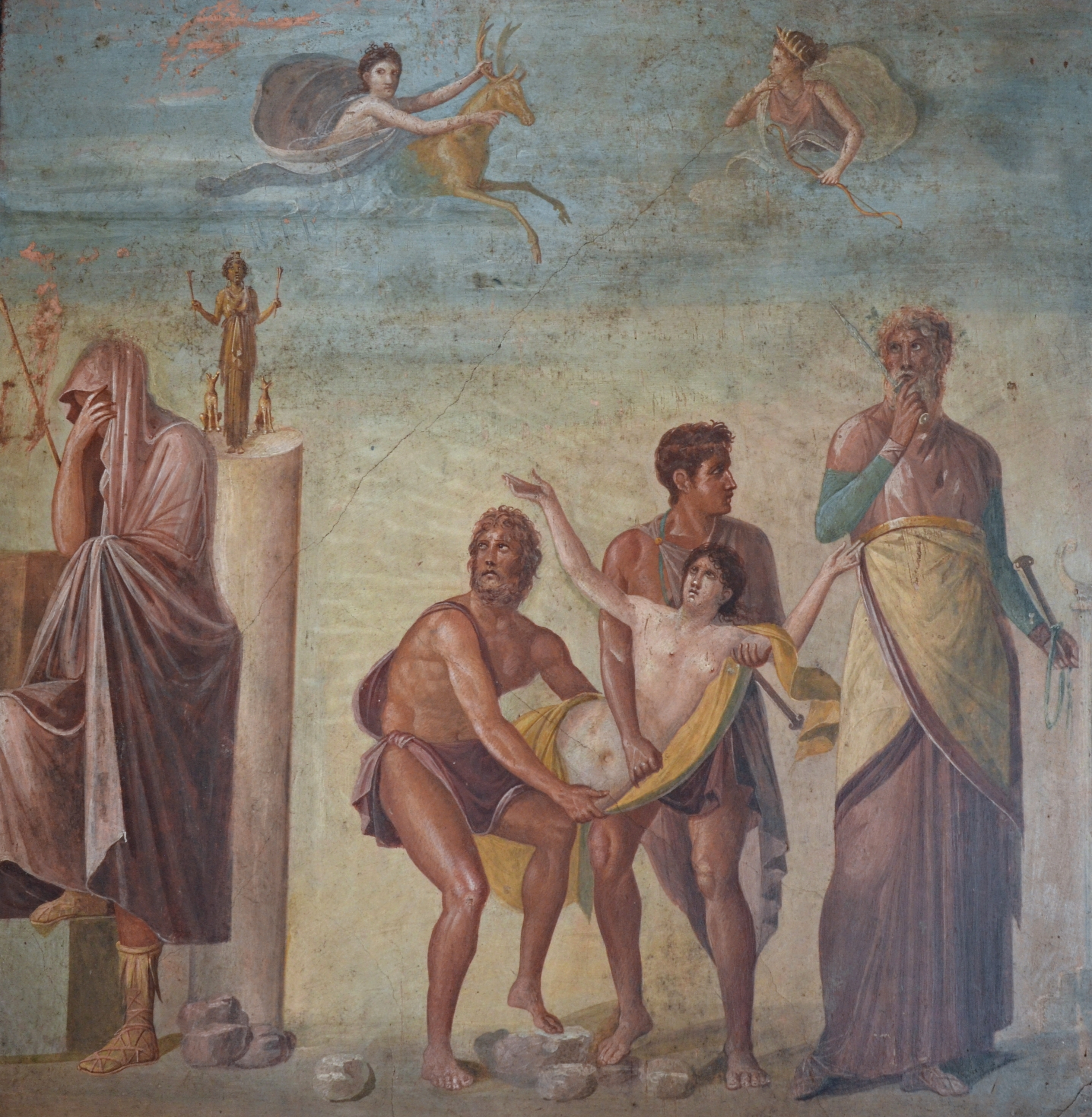
Opfer der Iphigenie, Neapel, Inv. Nr. 9112
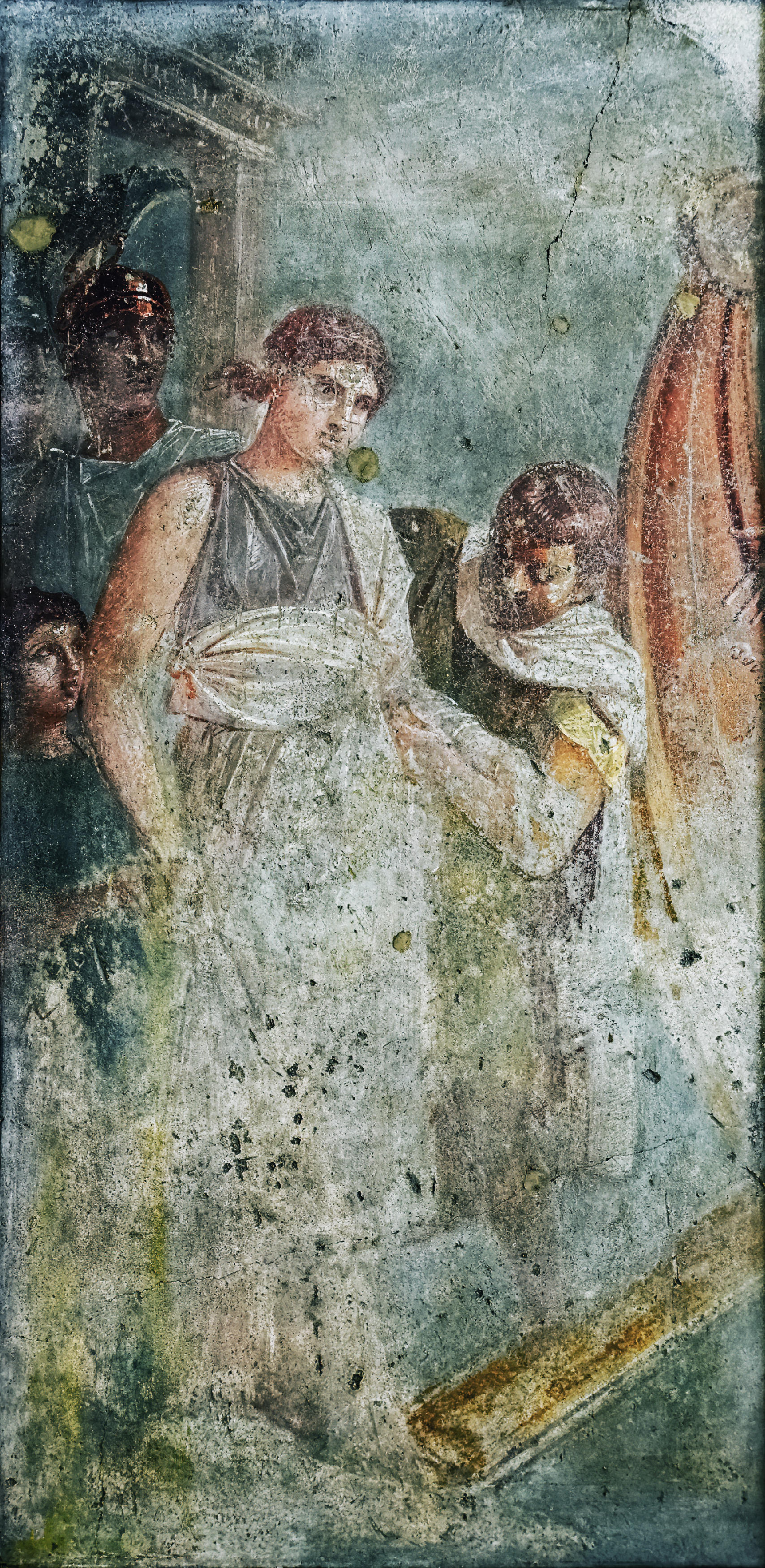
Helena (?) besteigt Schiff
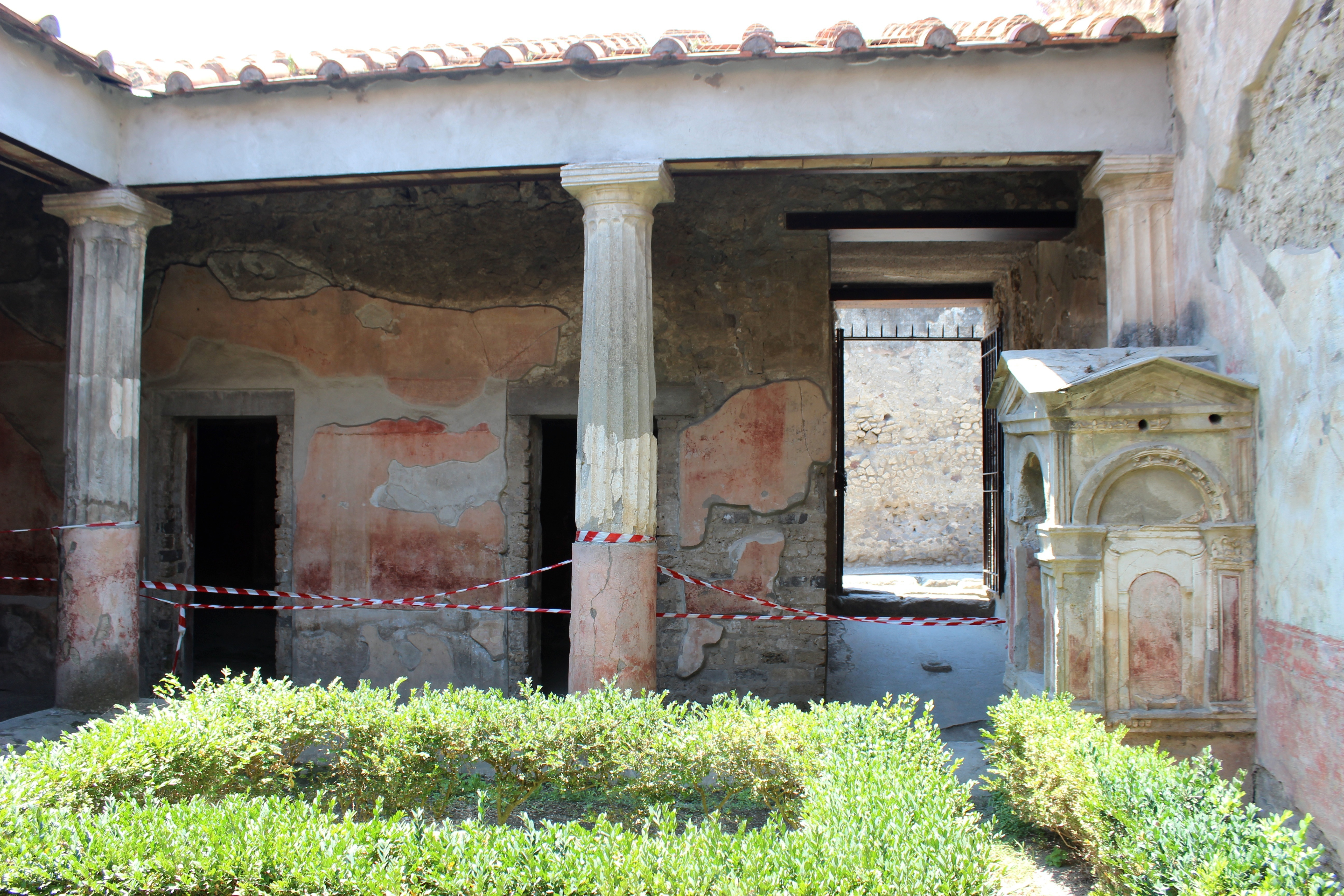
Peristyl
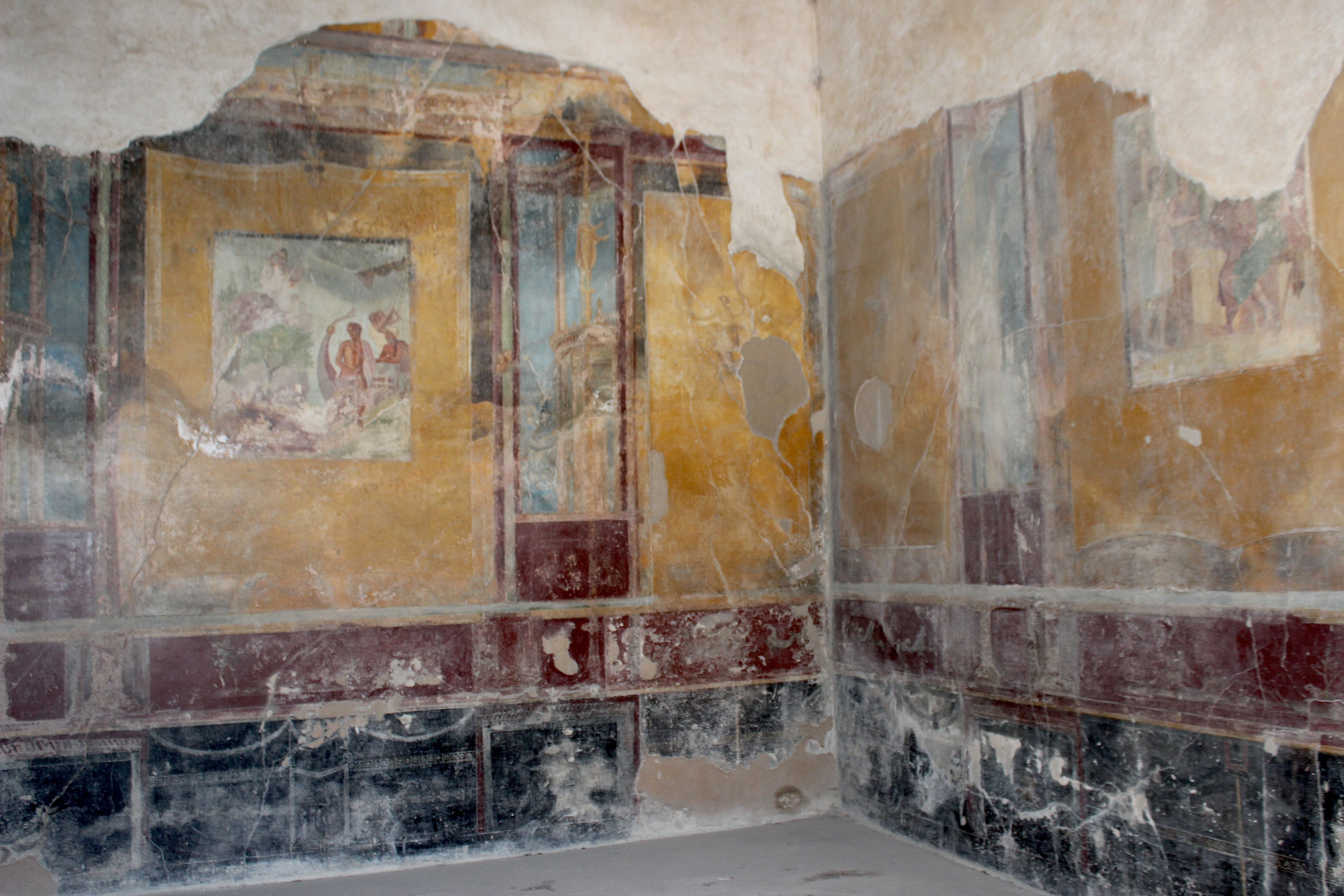
Malereien im Triclinium